# فرازير واترس
فرازير واترس (بالإنجليزية: Fraser Waters)‏ هو لاعب اتحاد الرغبي بريطاني وجنوب أفريقي، ولد في 31 مارس 1976 في كيب تاون في جنوب أفريقيا.

## وصلات خارجية
- فرازير واترس على موقع دوري الرغبي الممتاز (الإنجليزية)
- فرازير واترس عل موقع إسبنسكروم (الإنجليزية)
- فرازير واترس على موقع ItsRugby.co.uk (الإنجليزية)